# Магда Петканова
Смарайди (Магда) Драгова Колева, по съпруг Магда Минева, а по-късно Магда Петканова, е българска поетеса, сценаристка и драматуржка.

## Биография

### Семейство и произход
Магда Петканова е родена на 16 август 1900 година в село Цар Аспарух, сега Хан Аспарухово, Старозагорско, където живеят родителите на майка ѝ Надежда. Бащиният ѝ дом е в село Раднево. Там Магда Колева израства и получава първоначалното си образование. Този дом тя ще възпее по-късно в поезията си. Една от най-колоритните личности в нейния род е дядо ѝ по майка – хаджи Никола Атанасов. За него Магда Петканова разказва: „Дядо ми по майка е роден във Велес. Когато получили там вестник „Македония“ на дядо Славейков, малкото момче, водено от баща си, тръгва за Цариград, да открият този голям българин. Намират печатницата му и той остава там да се учи и работи като словослагател. После, след Освобождението, той придружава дядо Петко и в Сливен, и в Пловдив. Поради това и аз съм родена в Тракия“. По-късно Никола Атанасов е близък приятел на Иван и Пенчо Славейкови, на Димитър Благоев, на д-р Миркович... Неговите интереси към художественото слово, пиететът му към Славейковци се предават и на първородната му внучка с поетическото име Смарайди. Така е кръстена тя на името на баба си, гъркиня по произход. Смарайди е красиво момиче с дебели руси плитки, с будна и жадна за знание душа. Когато започва да публикува първите си стихове, тя избира името Магда като съкратено от Смарагда, а по-късно към него ще се прибави и фамилията Петканова. Баща ѝ Драго Колев е земеделец и търговец, глава на голямо патриархално семейство от четиринадесет деца. Той е запален русофил и обича да разказва как при разорението на Стара Загора през Освободителната война той, тогава малко воловарче, бил спасен от незнаен руски конник, отнесъл го в планината над Шейново. Домашната библиотека, създадена от баща ѝ и от дядо ѝ, предоставя на будната девойка най-значителното от тогавашната българска литература, както и пълни течения от цариградската и следосвобожденската преса.

### Образование
Идва времето на войните, баща ѝ не се завръща с години от фронтовете, вуйчо ѝ умира от холера. Тринадесетгодишната Магда е изпратена в София да продължи образованието си и е настанена в пансиона на г-жа Узунова, майката на художника Дечко Узунов. През този период тя се увлича силно от математика, но намерените тефтерчета в архива ѝ свидетелстват и за силно развити литературни интереси.
През 1918 г. завършва Втора девическа гимназия в София. От годините на пансиона датират нейните интереси към математиката, затова не е чудно, че бъдещата поетеса записва математика в Софийския университет и завършва три учебни години (1918 – 1921).

### Първи брак и контакти с македонските революционери
През 1920 г. се омъжва за белетриста Мирослав Минев. Ражда им се дъщеря – Зоя. Още от студентските си години поетесата дружи с македонски революционери. В тяхната борба за независимост тя е посветена от съпруга си. Идва краят на войните, стопанската криза разорява баща ѝ, а Магда заболява от туберкулоза, болестта на века. Кратко време се лекува във Виена и в санаториума преживява вълнуваща среща с непознат българин, емигрант от 1923 г. Не успява да научи името му. Непознатият се уговаря с нея, че ако изгуби надежда за оздравяване, ще ѝ повери важна революционна тайна. Това не се осъществява – българинът умира, без да е могъл да изпълни намерението си. Близките на М. Петканова свидетелстват, че тази погубена тайна не ѝ дава покой до края на живота ѝ. Скоро след това Магда Минева се завръща в България и като по чудо оздравява в Раднево, спасена чрез народни лечения.
След оздравяването си тя е отново в София и живее в столицата до смъртта си. Сега укрива дейци на Вътрешната македонска организация, лекува ги, помага им. Дъщеря ѝ си спомня за посещението, което направили заедно с майка си в болницата на атентатора Кръстан Поптодоров.

### Активни творчески години
За първи път поетесата печата свои стихове във вестник „Неделно утро“ през 1923 г. По-късно редовно сътрудничи на „Вестник на жената“, „Демократически преглед“, „Изкуство и критика“. Преди да бъдат събрани в книга, стихотворенията от сборника „Македонски песни“ излизат на страниците на „Вестник на жената“. През 1927 г. литературната задруга „Хиперион“ издава първата ѝ стихосбирка „Македонски песни“. Тя налага името на Магда Минева като обичана от демократичната интелигенция поетеса. Две от стихотворенията в сборника дори се запяват като песни и стават част от градския фолклор. Това са втората и деветнадесетата песен („...Свещи ти запалих пред трона небесен“ и „Ако зажалиш някой ден“). Музиката към тях написва видният български композитор Марин Големинов. В книгата си „Моето поколение в литературата“ (1970) Георги Константинов търси едно по-широко като подтекст обяснение на заглавието „Македонски песни“. Това са годините след Първата световна война, когато България преживява тежко откъсването на Македония и Тракия. „Магда Петканова очевидно даде това име на първата си книга по внушенията на дълбоката скръб, която тежеше в сърцата на всички българи по света и която нашето поколение трябваше да превъзмогне“ – пише Г. Константинов.
За връзката си с Македония в своя живот и творчество тя споделя: „Македония е била винаги у нас, в къщи с обичаите и обредите и най-вече с песните си. Насетне, в София, личната ми съдба ме свърза с някои македонски революционери. И македонските песни останаха за мен като най-силна представа за драматизъм. При нашенските, тракийските песни, се отморявам, съсредоточавам се за размисъл... А македонските песни ме държат тревожна, че нечия голяма болка е останала нечута, че нечия съдба трябва да се реши чрез драматизма на много конфликти...“
Годините на „Македонски песни“ са труден период и в личния живот на Петканова. Разрушава се семейството ѝ, кризисно събитие за женското съзнание, и то съзнание, формирано от строго патриархално възпитание. Оставайки сама, без дом и издръжка, тя работи като статистик и проверител в Министерството на железниците от 1927 до 1929 г., а от 1929 до 1932 г. е коректор в Държавната печатница. През този период чувството за самота, за безпомощност определя поезията ѝ. От това време е и дружбата ѝ с Мария Грубешлиева, приобщаването ѝ към кръга на демократичните писатели. От 1931 г. Магда Петканова е член на Съюза на българските писатели и на Клуба на жените писателки.

### Втори брак
През 1931 г. съпругата на Константин Петканов Станислава умира и той остава сам с две малки момиченца – Сълза и Поляна. Скоро писателят среща младата поетеса Магда Минева, запознава ги Мария Грубешлиева в сладкарница „Роял“ (днес Чешки културен център). През 1932 г. Магда се омъжва за Константин Петканов, донесъл ѝ опората на една силна личност, отдадена на литературата без остатък. Пораждат се и новите проблеми – изведнъж тя се оказва майка на три момичета и времето за писане съвсем оскъднява. В интервю пред вестник „Литературен фронт“ по повод нейната шестдесетгодишнина писателката споделя: „Не зная защо, но винаги съм мислила, че съм пропуснала ценно време, че съм могла и повече да работя, но че обстоятелствата по-преди са ми пречели да напиша всички стихотворения, които съм искала да напиша. И наистина трябва да призная, че стиховете съм писала в кратките паузи между домакинските си задължения“. Затрогващи са тази изповед и чувството на съжаление за пропилените творчески мигове. Но подвигът на Магда Петканова е, че в такива мигове тя излиза победителка в борбата с бита, с всекидневните грижи. Доказателствата са налице – стихосбирките „Изгубен камък“ (1933) и „Кавали свирят“ (1939) – върховете в поетическото ѝ развитие. От този зрял период на живота ѝ датират приятелските връзки със семействата на Илия Бешков, Любомир Пипков, Пенка Цанева-Бленика и Георги Цанев, Асен Разцветников, д-р Димитър Стоевски и др. Тя не е само майка и съпруга, не е само писателка, но е и жена с будно обществено съзнание. Без колебание застава на страната на демократичните сили на епохата.

### След 1939 г.
След 1939 г. се спират нейните публикации. Такова е стихотворението от архива на писателката „Тиранинът“, забранено от цензурата през 1943 г. В този период е свалена от игра в Народния театър пиесата „Царица Теодора“. Ето какво разказва Магда Петканова: „...оказа се неудобно да се припомни, че една еврейка е била съпруга на български цар“.
През 1958 и 1970 г. най-добрите ѝ стихотворения и пиеси са издадени от „Български писател“ в антологичните сборници „Стихотворения“ и „Една от нас“. Сценаристка е на филма „Шибил“ (1968, съвместно със Захари Жандов) и либретистка на операта „Ивайло“ на Марин Големинов.
Магда Петканова умира на 16 май 1970 година в София.

## Памет
На Магда Петканова е наречена улица в квартал „Орландовци“ в София (Карта).

## За нея
- Кръстина Гичева-Михалчева. „Магда Петканова. Българската женска лирика“. – Философски преглед, 1937, кн. 4.
- Георги Константинов. Моето поколение в литературата. София, Български писател, 1970.
- Ирен Иванчева. „Поетесата Магда Петканова“. – Литературна мисъл, 1984, кн. 1, с. 40 – 50.
- Ирен Иванчева. Брегове на чувството. Гласове на жени в българската поезия. София, Университетско издателство „Св. Климент Охридски“, 1995.

- Ирен Иванчева. "Един възможен прочит: Магда Петканова (1900 – 1970)“, Литературен форум, X, № 1, 9 – 15 януари 2001, с. 6.
- Ирен Иванчева. „Магда Петканова“.- В: Гласове на жени в българската поезия. Аспекти на междутекстовост (от средата на XIX до 40-те години на XX век). София, Просвета, 2015, с. 363 – 384.
- Стоян Стаев. Литературни вълнения (Портрети, очерци, есета). Пловдив, 1982.
- Людмила Малинова. „Поезията на Магда Петканова“. – Език и литература, 1984, кн. 6, с. 34 – 44.
- Людмила Малинова. Български поетеси между двете световни войни. София, Ваньо Недков, 1999
- Албена Вачева. "Поезията на Магда Петканова – женското усъмняване и идеите на Родно изкуство“. – В: Неслученият канон. Български писателки от Възраждането до Втората световна война“. София, Алтера, 2009, с. 375 – 396.
- Иван Спасов. И слънцето върни. Български поетеси. София, Бълг. писател, 1987, с. 162 – 186..